# 러시아의 원인미상 화재
러시아의 원인미상 화재(Russian mystery fires)는 우크라이나 침공 이후 발생한 일련의 특이한 화재와 폭발로, 아직 공식적으로 설명되지 않았다. 전쟁이 시작된 이래로 러시아의 모집 사무소에 대한 눈에 띄는 방화 공격이 많이 있었고, 화재나 폭발 중 일부는 러시아 빨치산(예: 러시아의 자유 군단(Svoboda Rossii) 또는 아테쉬 빨치산(Atesh partisan) 등)의 파괴 행위의 결과일 것이라는 추정이 있었다.

## 같이 보기
- 러시아의 우크라이나 침공 중 러시아 공격
- 2022년 크림 대교 폭발 사건
- 러시아의 자유 군단